# シェア!
『シェア!』は、福島放送（KFB）で2021年10月4日から放送されている夕方ワイド番組である。

## 概要
月曜 - 金曜午後4時台に放送されている情報番組『福島まるごとライブ ヨジデス』と、ローカルニュース『ふくしまスーパーJチャンネル（以下、Jチャンネル）』の2番組を統合した新番組として、2021年10月4日に開始。
『超県民参加型テレビ』をコンセプトに、県内ニュースや、59市町村の県民リポーターが伝える地元の話題、視聴者参加型企画をなどを行う。前半パートは『Jチャンネル』の内容をほぼ引き継いだ報道色の強い内容で放送。前半終了後、16:45 - 18:15は東京(テレビ朝日)のスタジオから『スーパーJチャンネル』を放送し、後半パートは『ヨジデス』の内容を引き継いだ情報バラエティ色の強い内容で放送される。

## 放送時間
| 放送期間  | 放送期間 | 放送時間（JST）       | 放送時間（JST）       |
| 放送期間  | 放送期間 | 第1部                 | 第2部                 |
| --------- | -------- | --------------------- | --------------------- |
| 2021.10.4 | 現在     | 15:48 - 16:45（57分） | 18:15 - 19:00（45分） |

- 16:45 - 18:15は中断番組としてテレビ朝日から『スーパーJチャンネル』を放送（『シェア!』が始まる前までは17時台後半（17:33 - 17:50の「特報」などを放送している枠）を差し替えていたが、『シェア!』開始からは差し替えなく放送している）。
- 2021年12月24日 - 2022年1月3日は年末年始特別編成のため、全面休止。このうち、12月27日 - 29日は第1部相当の時間帯はテレビ東京からの番組購入によるバラエティー特番を放送し、第2部相当の時間帯は『スーパーJチャンネル』18時台関東ローカルパートを臨時ネット[5]してそれぞれ穴埋めした（県内ニュース・天気予報は16:40 - 16:45の『KFBニュース』で対応）。
- 高校野球福島大会期間中は第1部を縮小することがある。また、試合の進み具合によっては第1部およびスーパーJチャンネルの前半(17:33まで)を休止することがある。

## 出演者
月曜 - 木曜MC
- 岩渕葵（福島放送アナウンサー）[注 1]
- 新垣海音（福島放送アナウンサー）

木曜・金曜MC
- 山崎聡子（福島放送アナウンサー）
- 鍛治谷琴音（福島放送アナウンサー）

ゲスト
- なすび（月・水）
- 白鳥久美子（火）
- 大林素子（水）
- 我妻慧（木、アディーレ法律事務所弁護士）
- 大月規義（金、朝日新聞福島総局長）
- あかつ（不定期）

コーナー出演
- あばれる君[注 1][1]
- あかつ[注 1][1]
- UraN[1]
- 小林アリス[1]
- ぺんぎんナッツ[注 1][1]

## 過去の出演者
- 高橋ひかり
- 竹内真理
- 溝江翔平
- 内田智之

## 主なコーナー
- あばれる君の熱血!まち自慢[3][1]
- あかつのGo!Go!巡業[1]
- ふくしま SUPER らーめん道（金曜18時34分頃）[3][1]
  - 『ふくしまスーパーJチャンネル』時代の2001年から続くコーナーで、2022年12月14日で1000回を迎えた。『シェア!』からはタイトルに「SUPER」が付いた。
  - 2021年10月から2023年4月7日までは福島県内の県民リポーターがアナウンサーとともに県内のラーメン店をリポートする形を取ったが、2023年4月14日からは県民リポーターの紹介部分が別撮りになり、アナウンサーがリポートする形に変更。後に県民リポーターの紹介部分は廃止された。
  - 2023年3月29日までは『Jチャン』時代同様に水曜日に放送されていたが、2023年4月7日からは金曜日に移動している。
- UraNのトレンドシェア![1]
- ぺんぎんナッツ、お貸しします[3][1]

## テーマソング
| 期間      | 期間 | 曲名   | 作曲  | 備考        |
| --------- | ---- | ------ | ----- | ----------- |
| 2021.10.4 | 現在 | SHARE! | NAOTO | [ 1 ] [ 3 ] |

## スタッフ
- プロデューサー：松井久貴[1]
- 制作著作：福島放送